# 평거초등학교
평거초등학교는 대한민국 경상남도 진주시 판문동에 있는 공립 초등학교이다.

## 학교 연혁
- 1926년 5월 6일 평거공립보통학교(4년제) 개교
- 1938년 4월 1일 평거공립심상소학교(6년제) 개칭[1]
- 1941년 4월 1일 평거공립국민학교 개칭[2]
- 1949년 12월 31일 평거국민학교로 개칭[3]
- 1996년 3월 1일 현재 교명으로 개칭[4]
- 1997년 3월 1일 귀곡분교장 통폐합
- 2005년 7월 13일 다목적강당 및 급식소 개관
- 2006년 3월 1일 특수학급 1학급 신설
- 2007년 12월 1일 ‘너우니글터’ 도서관 개관
- 2009년 2월 26일 영어체험센터 구축 운영
- 2019년 9월 1일 제35대 김용진 교장 부임
- 2020년 2월 14일 제90회 졸업식(졸업생 10,137명)
- 2021년 2월 10일 제91회 졸업식(졸업생 10,197명)

## 학교 상징
- 교화(校花) - 목련 : 숭고한 정신, 우애있는 학교생활
- 교목(校木) - 느티나무 : 운명적인 만남으로 다함께 배움터에서 모여 지식을 쌓음

## 참고 자료
- 평거초등학교 - 한국교육학술정보원 학교알리미